# Dariusz Baranowski
Dariusz Baranowski (Walbrzych, 22 de junio de 1972) es un ciclista polaco.
Debutó como profesional en 1996 con el equipo US Postal.
En 2006, en el marco de la Operación Puerto, fue identificado por la Guardia Civil como cliente de la red de dopaje liderada por Eufemiano Fuentes, al figurar su nombre real en la documentación intervenida. Baranowski no fue sancionado por la Justicia española al no ser el dopaje un delito en España en ese momento, y tampoco recibió ninguna sanción deportiva al negarse el juez instructor del caso a facilitar a los organismos deportivos internacionales (AMA, UCI) las pruebas que demostrarían su implicación como cliente de la red de dopaje.

## Palmarés
1991
- 2.º en el Campeonato de Polonia Contrarreloj

1992
- 2.º en el Campeonato de Polonia Contrarreloj

1996
- Gran Premio François-Faber

1997
- Redlands Bicycle Classic, más 1 etapa
- Campeonato de Polonia Contrarreloj

2002
- GP International MR Cortez-Mitsubishi, más 1 etapa

2008
- Pomorski Klasyk

2011
- 1 etapa del Tour de la República Checa

## Resultados en Grandes Vueltas y Campeonatos del Mundo
| Carrera              | Carrera              | 1996 | 1997 | 1998 | 1999 | 2000 | 2001 | 2002 | 2003 | 2004 | 2005 | 2006 | 2007 | 2008 |
| -------------------- | -------------------- | ---- | ---- | ---- | ---- | ---- | ---- | ---- | ---- | ---- | ---- | ---- | ---- | ---- |
|                      | Giro de Italia       | ―    | ―    | ―    | ―    | 22.º | ―    | ―    | 12.º | ―    | 57.º | Ab.  | ―    | ―    |
|                      | Tour de Francia      | ―    | 87.º | 12.º | ―    | 30.º | ―    | 24.º | ―    | 94.º | ―    | ―    | ―    | ―    |
|                      | Vuelta a España      | —    | ―    | ―    | ―    | ―    | 34.º | ―    | ―    | 33.º | 80.º | ―    | ―    | ―    |
| Mundial en Ruta      | Mundial en Ruta      | Ab.  | 33.º | Ab.  | ―    | ―    | 76.º | ―    | ―    | ―    | ―    | ―    | ―    | Ab.  |
| Mundial Contrarreloj | Mundial Contrarreloj | 19.º | ―    | 30.º | ―    | ―    | ―    | ―    | ―    | ―    | ―    | ―    | ―    | ―    |

―: no participa

Ab.: abandono

## Equipos
- US Postal (1996-1998)
- Banesto (1999-2002)
  - Banesto (1999-2000)
  - iBanesto.com (2001-2002)
- CCC-Polsat (2003)
- Liberty Seguros/Astana (2004-2006)
  - Liberty Seguros (2004)
  - Liberty Seguros-Würth (2005-2006)<ref>Hasta el 1 de junio.
  - Astana (2006)
- DHL-Author (2008-2009)
- Romet Weltour Debiça (2010)
- BDC-Marcpol (2011-2012)